# 馬澄發
馬澄發，BBS（1961年—），馬惜珍之子，馬澄坤之弟、馬澄財之兄，畢業於珠海書院新聞系，東方報業集團董事會主席及執行董事，家族資產估計達数百亿港元。

## 賽馬與足球
馬澄發和四名子女馬興銓、馬興淦、馬素蘭、馬素卿、族子馬廷雄一家六口是香港賽馬會的會員、馬主，名下馬匹包括：「非凡」、「好彩」、「香檳王」、「贏馬組合」、「全能足球」、「夢幻十一」、「公平競技」、「仗義執言」、「好運多寶」、「夢幻紀錄」（馬澄發、馬興銓、馬興淦三父子）、「進攻足球」、「千真萬確」（馬素卿）、「好芝味」、「壯烈雄心」、「奧蘇」、「贏盡」、「超正」、「耳後生風」、「好運寶寶」、「跑得寶寶」（馬素蘭）、「夢寐以求」、「夢幻組合」、「風捲殘雲」、「夢幻仙子」、「夢幻戰士」、「夢幻當家」（馬廷雄）。此外，馬澄發和元彪亦曾經在澳門合夥成為馬主。
2020-2021馬季，馬澄發與成龍、元彪、曾志偉、陳璟瓏組成馬主團體「二十五月團體」，擁有名下賽駒「心常樂」、「有何不可」。
馬澄發另一喜好是足球運動，他與馬廷雄、馬素卿的名下馬匹「夢幻組合」、「全能足球」、「夢幻十一」（已退役）、「進攻足球」、「公平競技」的名字均與足球相關，而他亦是日之泉JC晨曦足球學校的校董會成員之一。
2016年2月5日，55歲的馬澄發在2015–16年香港足總盃初賽代表晨曦體育會正選上陣。

## 榮譽
- 2003年 銅紫荊星章[7]

## 內部連結
- 東方報業集團

## 外部連結
- quamnet.com:馬澄發